# Nona (curta)
Nona é um curta-metragem de animação 3D americano de 2021 escrito e dirigido por Louis Gonzales, produzido pela Pixar Animation Studios e distribuído pela Walt Disney Studios Motion Pictures. Estrelado por Wilma Bonet como personagem-título, o curta foca em Nona que deseja assistir seu show de luta livre, mas é interrompida por uma visita inesperada de sua jovem neta. Décimo curta-metragem da série SparkShorts, o curta foi lançado em 17 de setembro de 2021, no Disney+.

## Enredo
Nona sintoniza seu programa favorito EWE Luta-Livre Detonando, um passatempo que ela compartilhou com seu falecido marido. De repente, ela recebe uma batida na porta e descobre que sua neta Renee foi deixada em casa por sua mãe. Ela a pega e se senta para continuar assistindo ao show. No entanto, Renee, a criança sempre agitada, continua a atrapalhar o programa de televisão de Nona.
Nona tenta distrair Renee com giz de cera, Legos e seu cachorro, mas Renee continua encontrando maneiras de atrapalhar Nona de assistir televisão. Eventualmente, Renee pega o que Nona está assistindo e tenta emular o que ela vê pulando da escada. Nona corre para pegá-la e acidentalmente derruba a televisão; danificando-o. Devido à conexão perdida, Nona teve que assistir EWE Luta-Livre Detonando com seu falecido marido, Nona caiu em lágrimas. Vendo o quão triste ela está, Renee imita um lutador para ela e elas entram em uma sequência de fantasia dos dois lutando um contra o outro. Nona e Renée riem juntas.
Em uma cena pós-créditos, Nona está no sofá com um cachorro dormindo e Renee em cima dela enquanto o programa favorito desta última, Kitty Kitty Dance Party. Nona tenta alcançar o controle remoto, mas ele cai no chão, deixando-a frustrada.

## Elenco
- Wilma Bonet como Nona
- Devon Libran como Locutor de Wrestling

## Desenvolvimento
Em 21 de julho de 2021, foi relatado que Louis Gonzales escreveria e dirigiria um curta-metragem de animação em CGI intitulado Nona. Em setembro de 2021, Gonzales descreveu o curta como "A história em si é uma avó e seu neto se unindo durante a luta livre". A própria avó de Gonzales o visitou durante sua infância e falou apaixonadamente sobre luta livre.
Ele também "achou emocionante apresentar uma avó que não é como as avós que estamos acostumados a ver." Durante o desenvolvimento do curta, ele descobriu que suas ideias eram "puxadas pela [minha] família. Como se sempre tivesse sido minha vida - meu povo, meus amores que voltavam na história e continuavam alimentando-a".

## Música
Cristy Road Carrera compôs a música para Nona. A pontuação foi lançada em 17 de setembro de 2021.

## Lançamento
Nona foi lançado em 17 de setembro de 2021, como filme exclusivo do Disney+.

## Recepção
Bill Desowitz, do IndieWire, fez uma avaliação positiva, dizendo que Nona "leva a um compromisso satisfatório". Jon Hofferman, que escreve para a Animation World Network, também fez uma crítica positiva, dizendo que o curta "combina memórias de infância, vida familiar e ação selvagem de derrubada".